# Meral Akşener
Meral Akşener (prononcé [mɛ.ɾɑɫ ɑc.ʃɛn.ɛɾ]), née le 18 juillet 1956 à İzmit, est une enseignante et une femme politique turque. Ancienne ministre de l'Intérieur (1996-1997), elle est, de 2017 à 2024, la présidente générale du Bon Parti, parti qu'elle a fondé le 25 octobre 2017.

## Biographie

### Jeunesse et carrière universitaire
Meral Akşener est née dans le quartier de Gündoğdu de la ville d'İzmit, dans le Nord-Ouest de la Turquie. Les familles de son père Tahir Ömer et sa mère Sıddıka sont des musulmans des Balkans de Thessalonique,
Elle étudie l'histoire à l'université d'Istanbul et l'Institut de sciences sociales de l'université de Marmara où elle obtient un doctorat en histoire. Elle travaille alors comme professeur d'histoire à l'université technique de Yıldız, l'université de Kocaeli, et l'université de Marmara.

### Carrière politique
À la fin des années 1970, elle adhère au Parti d'action nationaliste (MHP), un parti de la droite nationaliste turque. Elle quitte ensuite l'université pour se lancer en politique et est élue députée de la Kocaeli lors des élections législatives turques de 1995 pour le Parti de la juste voie, un parti de centre-droit.
Inconnue du grand public, elle devient la première femme ministre de l'Intérieur de l'histoire de la Turquie lorsqu'elle est nommée à ce poste dans le gouvernement de coalition de Necmettin Erbakan après la démission de Mehmet Ağar (impliqué dans l'affaire de Susurluk), le 8 novembre 1996. Elle ne reste que 9 mois en fonction, dans un contexte de guerre dans le sud-est de la Turquie entre les forces de sécurité et le Parti des travailleurs du Kurdistan (PKK). 
Elle réadhère au MHP en 2001 mais échoue à en prendre la tête et en est même exclue en septembre 2016 après s'être opposée à son chef, Devlet Bahçeli, à qui elle reprochait d'être trop complaisant avec le président Erdoğan. Elle crée alors un nouveau parti, Le Bon Parti, formation nationaliste et laïque, emmenant avec elle 70 % de la base du MHP, auxquels se sont joints des éléments de l'aile droitière du Parti républicain du peuple (CHP), parti social-démocrate et laïc.
Dans un sondage de l'institut Gezici, paru le 1er novembre 2017, elle apparaissait comme une candidate sérieuse pour l'élection présidentielle de novembre 2019. Elle était créditée de 38 % des voix au premier tour et aurait pu battre le président sortant Erdoğan au second tour avec 52,9 % des voix. Toutefois, le président Erdoğan décide d'élections anticipées pour le 24 juin 2018. 
En prévision de cette élection présidentielle, à laquelle elle est candidate, le chercheur Soner Çağaptay estime, qu'étant conservatrice musulmane et membre de la droite nationaliste, elle pourrait attirer les voix des déçus du président sortant et du MHP. Elle prône également un rapprochement avec les islamistes du Parti de la félicité. Elle est par ailleurs la première femme à se présenter à une élection présidentielle en Turquie. Elle arrive finalement quatrième du scrutin avec 7,29% des voix.
Le 22 juillet 2018, elle démissionne de la tête du parti. Candidate unique, elle est réélue lors du congrès extraordinaire tenu le 12 août 2018.

## Positions politiques
Elle est favorable à un État laïc, un renforcement des liens avec l'Union européenne et réaffirme le rôle de l'OTAN dans la défense turque. Elle se décrit comme étant conservatrice sur les questions religieuses.
Partisane d'un retour au système parlementaire, elle défend une justice indépendante, alors que le président Erdoğan est comparé à un autocrate.
Elle est fortement impopulaire auprès des Kurdes pour avoir exercée comme ministre de l'Intérieur durant la période la plus noire de la répression antikurde dans le Sud-Est durant les années 1990.

## Vie privée
Musulmane pratiquante, elle a effectué le hajj,.